# Timalus caeruleus
Timalus caeruleus är en fjärilsart som beskrevs av George Francis Hampson 1898. Timalus caeruleus ingår i släktet Timalus och familjen björnspinnare. Inga underarter finns listade i Catalogue of Life.